# La Chatona

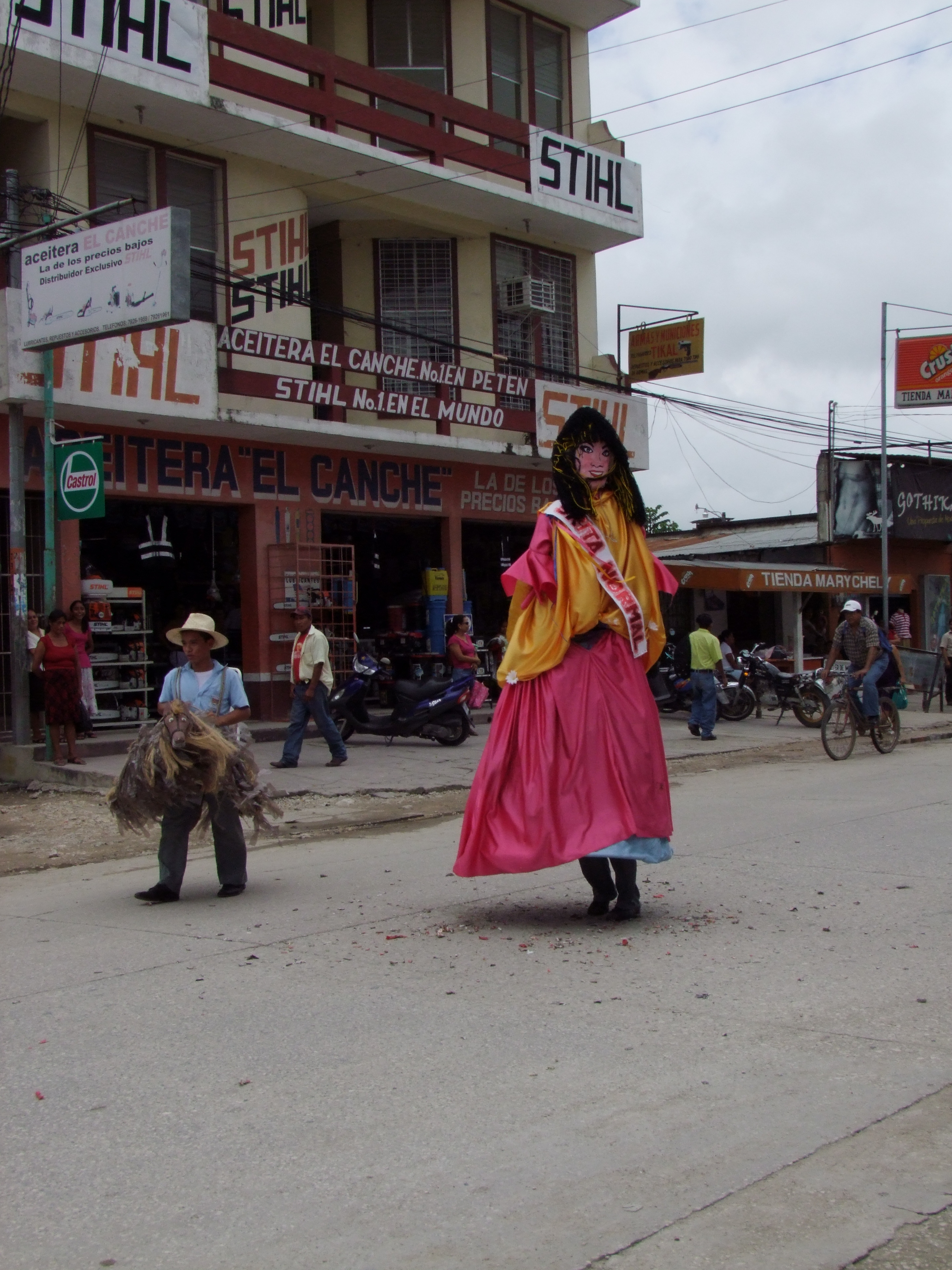
A La Chatona

A La Chatona egy több mint két méteres női figura neve, amelynek tánca Guatemala északi részén, Petén megyében számos utcai népünnepély részét képezi. A hosszú, színes, sokszor extravagáns ruhákba öltöztetett, festett álarcot viselő, hosszú hajú bábot úgy alakították ki, hogy egy ember be tudjon bújni a belsejébe, és tudja táncoltatni. Karjai hajlékonyak, a tánc ütemére csapkodnak vagy lebbennek. Leggyakrabban a különböző települések védőszentjeinek ünnepén szokott megjelenni, de akár az ország függetlenségi ünnepén is fellép.

## Története
Eredetére többféle magyarázat, legenda létezik.
Az egyik egy Doña Marina vagy La Malinche néven ismert indián nőhöz kapcsolja a Chatonát. Ezt a nőt egy magas rangú kacika ajándékozta a Mexikót leigázó Hernán Cortésnek, és amikor a hódító 1525-ben Honduras felé tartott, és áthaladt a mai Petén megye területén, a nő erős félelmet keltett a helyiekben. Azóta is többször mondják, amikor félelmet akarnak ébreszteni valakiben, hogy „Ott jön a Malinche!”
Egy másik elképzelés szerint Chatona eredeti alakja nem volt ellenséges: ez az elmélet egy valószínűleg a mexikói Tenosiquéből érkezett, nagy termetű szakácsnőt tart az igazi Chatonának, aki a San Andrés-i chiclerók (a sapodilla nedvét gumikészítés céljából gyűjtő emberek) között dolgozott. Amikor a sapodillának idénye volt, akkor velük táborozott és dolgozott, a holtidényben azonban kedvenc időtöltése a pálinkaivászat volt, de szívesen táncolt is, sokat foglalkozott és játszott a gyerekekkel, és édességeket is készített. Hogy a neve miért lett Chatona, arra is két magyarázat van: az egyik szerint valódi neve Tona volt, akit a gyerekek Tona néninek, azaz Tía Tonának, eltorzulva Chía Tonának szoktak szólítani, a másik szerint pedig pisze orra volt, ami spanyolul chata, és ebből alakult ki a név. Egy alkalommal dolgozni ment a hegyre, ám nem tért vissza: valószínűleg kígyómarás áldozata lett. Emlékére az egyik chiclero, Sabino Castillo készített egy hatalmas bábfigurát, amely először 1927-ben jelent meg egy floresi ünnepen. Floresben Andrés Zetina, majd többek között Tashito Montero, Chema Berges és Cruz Reynoso készített Chatona-figurákat, a 21. század elején pedig Montero unokája, Julio Rodríguez (El Cuache) foglalkozik ezzel a mesterséggel.
A Chatona hagyományát 2007-ben felvették a nemzeti szellemi kulturális örökségek listájára.